# Anna Watson
Anna Watson è un personaggio dei fumetti dell'Uomo Ragno, appartenente all'Universo Marvel. Il personaggio è stato creato da Stan Lee e Steve Ditko ed è apparso per la prima volta in The Amazing Spider-Man nell'agosto 1964.

## Storia del personaggio
È la zia di Mary Jane Watson. È anche una vecchia amica di May Parker, e ha lo stesso ruolo di madre surrogata per Mary Jane, come May lo ha per Peter Parker. Durante il periodo in cui si credeva che May fosse morta, Anna andò a vivere nella stessa casa di Peter e Mary Jane, e se all'inizio era molto collaborativa con il marito di suo nipote, iniziò ad avere dei sospetti a causa dei lunghi periodi di assenza di Peter, e all'impossibilità di essere rintracciato.

## Altri media
- Anna è apparsa in due serie animate dedicate all'Uomo Ragno: Spider-Man - L'Uomo Ragno e The Spectacular Spider-Man.

## Interpreti
Nella serie animata Spider-Man - L'Uomo Ragno (Spider-Man), la voce ad Anna Watson viene data dall'attrice statunitense Majel Barrett, nota con il soprannome de "la first lady di Star Trek", poiché moglie del creatore del franchise, Gene Roddenberry, nonché interprete di personaggi iconici come Numero Uno, Christine Chapel, Lwaxana Troi, nonché la voce del computer di tutte le serie dell'era classica e dell'era The Next Generation. La Barrett interpreta Anna Watson in 17 episodi della serie animata, dal 1996-1998.
Nella serie animata The Spectacular Spider-Man, la voce ad Anna Watson viene data dall'attrice statunitense Kath Soucie, nei due episodi Vince il migliore e La saga di Venom (2) - Terapia di gruppo.  Nella medesima serie, l'attrice presta inoltre la voce anche ai personaggi di Martha Connors e Trina.

## Filmografia

### Televisione
- Spider-Man - L'Uomo Ragno (Spider-Man) - serie animata, 17 episodi (1996-1998)
- The Spectacular Spider-Man - serie animata, episodi 1x01-1x11 (2008)